# José de Jesús Corona
José de Jesús Corona Rodríguez (Guadalajara, 1981. január 26. –) a mexikói válogatott olimpiai bajnok labdarúgókapusa, jelenleg kölcsönben a Cruz Azul játékosa. Tagja volt annak a csapatnak, amely Mexikó történetének 13. olimpiai aranyérmét szerezte.

## Pályafutása

### Klubcsapatokban
A mexikói első osztályú bajnokságban 2003. február 26-án mutatkozott be az Atlas színeiben, amikor csapata 2–1-es vereséget szenvedett a Pumas otthonában. 2004-ben a CD Estudiantes Tecoshoz igazolt, ahol öt évig védett, majd a fővárosi Cruz Azul kapusa lett. Ezzel a klubbal bajnoki címet ugyan nem, de egy kupa- és egy CONCACAF-bajnokok ligája-győzelmet elért.

### A válogatottban
A válogatottban 24 évesen, 2005 áprilisában mutatkozott be egy Lengyelország elleni barátságos mérkőzésen. Ugyanebben az évben védett egy CONCACAF-aranykupa-mérkőzésen is, majd az évek során számos vb-selejtezőn is részt vett. 2013-ban szerepelt a konföderációs kupán, majd 2015-ben a Copa Américán is.

#### Mérkőzései a válogatottban
| Mexikó | Mexikó               | Mexikó                                        | Mexikó                  | Mexikó   | Mexikó              | Mexikó                          | Mexikó | Mexikó  |
| #      | Dátum                | Helyszín                                      | Hazai                   | Eredmény | Vendég              | Kiírás                          | Gólok  | Esemény |
| ------ | -------------------- | --------------------------------------------- | ----------------------- | -------- | ------------------- | ------------------------------- | ------ | ------- |
| 1.     | 2005. április 27.    | Chicago, Soldier Field (USA)                  | Mexikó                  | 1 – 1    | Lengyelország       | barátságos                      | 0      |         |
| 2.     | 2005. július 8.      | Carson, The Home Depot Center                 | Dél-afrikai Köztársaság | 2 – 1    | Mexikó              | CONCACAF-aranykupa, csoportkör  | 0      |         |
| 3.     | 2005. október 8.     | San Luis Potosí, Estadio Alfonso Lastras      | Mexikó                  | 5 – 2    | Guatemala           | vb-selejtező                    | 0      |         |
| 4.     | 2005. október 12.    | Port of Spain, Hasely Crawford Stadion        | Trinidad és Tobago      | 2 – 1    | Mexikó              | vb-selejtező                    | 0      |         |
| 5.     | 2005. december 14.   | Phoenix, Chase Field                          | Mexikó                  | 2 – 0    | Magyarország        | barátságos                      | 0      | 46'     |
| 6.     | 2006. január 25.     | San Francisco, Monster Park                   | Mexikó                  | 2 – 1    | Norvégia            | barátságos                      | 0      |         |
| 7.     | 2007. június 2.      | San Luis Potosí, Estadio Alfonso Lastras      | Mexikó                  | 4 – 0    | Irán                | barátságos                      | 0      | 82'     |
| 8.     | 2009. június 28.     | San Diego, Qualcomm Stadion                   | Mexikó                  | 0 – 0    | Guatemala           | barátságos                      | 0      |         |
| 9.     | 2009. szeptember 30. | Dallas, Cotton Bowl                           | Mexikó                  | 1 – 2    | Kolumbia            | barátságos                      | 0      |         |
| 10.    | 2010. augusztus 11.  | Mexikóváros, Estadio Azteca                   | Mexikó                  | 1 – 1    | Spanyolország       | barátságos                      | 0      | 55'     |
| 11.    | 2010. október 12.    | Ciudad Juárez, Estadio Olímpico Benito Juárez | Mexikó                  | 2 – 2    | Venezuela           | barátságos                      | 0      | 46'     |
| 12.    | 2011. február 9.     | Atlanta, Georgia Dome                         | Mexikó                  | 2 – 0    | Bosznia-Hercegovina | barátságos                      | 0      |         |
| 13.    | 2012. január 25.     | Houston, Reliant Stadium                      | Mexikó                  | 3 – 1    | Venezuela           | barátságos                      | 0      |         |
| 14.    | 2012. május 27.      | New York, MetLife Stadium                     | Mexikó                  | 2 – 0    | Wales               | barátságos                      | 0      |         |
| 15.    | 2012. június 3.      | Arlington, Cowboys Stadium                    | Mexikó                  | 2 – 0    | Brazília            | barátságos                      | 0      |         |
| 16.    | 2012. június 8.      | Mexikóváros, Estadio Azteca                   | Mexikó                  | 3 – 1    | Guyana              | vb-selejtező                    | 0      |         |
| 17.    | 2012. június 12.     | San Salvador, Estadio Cuscatlán               | Salvador                | 1 – 2    | Mexikó              | vb-selejtező                    | 0      |         |
| 18.    | 2012. szeptember 7.  | San José, Estadio Nacional de Costa Rica      | Costa Rica              | 0 – 2    | Mexikó              | vb-selejtező                    | 0      |         |
| 19.    | 2012. szeptember 11. | Mexikóváros, Estadio Azteca                   | Mexikó                  | 1 – 0    | Costa Rica          | vb-selejtező                    | 0      |         |
| 20.    | 2013. január 30.     | Glendale, University of Phoenix Stadium       | Mexikó                  | 1 – 1    | Dánia               | barátságos                      | 0      | 45'     |
| 21.    | 2013. február 6.     | Mexikóváros, Estadio Azteca                   | Mexikó                  | 0 – 0    | Jamaica             | vb-selejtező                    | 0      |         |
| 22.    | 2013. április 17.    | San Francisco, Candlestick Park               | Mexikó                  | 0 – 0    | Peru                | barátságos                      | 0      | 46'     |
| 23.    | 2013. május 31.      | Houston, Reliant Stadium                      | Mexikó                  | 2 – 2    | Nigéria             | barátságos                      | 0      |         |
| 24.    | 2013. június 4.      | Kingston, Independence Park                   | Jamaica                 | 0 – 1    | Mexikó              | vb-selejtező                    | 0      |         |
| 25.    | 2013. június 7.      | Panamaváros, Estadio Rommel Fernández         | Panama                  | 0 – 0    | Mexikó              | vb-selejtező                    | 0      |         |
| 26.    | 2013. június 11.     | Mexikóváros, Estadio Azteca                   | Mexikó                  | 0 – 0    | Costa Rica          | vb-selejtező                    | 0      |         |
| 27.    | 2013. június 16.     | Rio de Janeiro, Maracanã Stadion              | Mexikó                  | 1 – 2    | Olaszország         | konföderációs kupa, csoportkör  | 0      |         |
| 28.    | 2013. június 19.     | Fortaleza, Estádio Castelão                   | Brazília                | 2 – 0    | Mexikó              | konföderációs kupa, csoportkör  | 0      |         |
| 29.    | 2013. augusztus 14.  | New York, MetLife Stadium                     | Mexikó                  | 4 – 1    | Elefántcsontpart    | barátságos                      | 0      |         |
| 30.    | 2013. szeptember 6.  | Mexikóváros, Estadio Azteca                   | Mexikó                  | 1 – 2    | Honduras            | vb-selejtező                    | 0      |         |
| 31.    | 2013. szeptember 10. | Columbus, Columbus Crew Stadium               | Egyesült Államok        | 2 – 0    | Mexikó              | vb-selejtező                    | 0      |         |
| 32.    | 2013. október 30.    | San Diego, Qualcomm stadion                   | Mexikó                  | 4 – 2    | Finnország          | barátságos                      | 0      | 46'     |
| 33.    | 2014. május 28.      | Mexikóváros, Estadio Azteca                   | Mexikó                  | 3 – 0    | Izrael              | barátságos                      | 0      | 72'     |
| 34.    | 2014. június 6.      | Foxborough, Gillette Stadion                  | Mexikó                  | 0 – 1    | Portugália          | barátságos                      | 0      | 46'     |
| 35.    | 2015. március 28.    | Los Angeles, Memorial Coliseum                | Mexikó                  | 1 – 0    | Ecuador             | barátságos                      | 0      |         |
| 36.    | 2015. május 30.      | Tuxtla Gutiérrez, Estadio Víctor Manuel Reyna | Mexikó                  | 3 – 0    | Guatemala           | barátságos                      | 0      | 45'     |
| 37.    | 2015. június 7.      | São Paulo, Allianz Parque                     | Brazília                | 2 – 0    | Mexikó              | barátságos                      | 0      |         |
| 38.    | 2015. június 12.     | Viña del Mar, Estadio Sausalito               | Mexikó                  | 0 – 0    | Bolívia             | Copa América, csoportkör        | 0      |         |
| 39.    | 2015. június 15.     | Santiago, Estadio Nacional de Chile           | Chile                   | 3 – 3    | Mexikó              | Copa América, csoportkör        | 0      |         |
| 40.    | 2015. június 19.     | Rancagua, Estadio El Teniente                 | Mexikó                  | 1 – 2    | Ecuador             | Copa América, csoportkör        | 0      |         |
| 41.    | 2016. február 10.    | Miami, Marlins Park                           | Mexikó                  | 2 – 0    | Szenegál            | barátságos                      | 0      | 46'     |
| 42.    | 2016. március 29.    | Mexikóváros, Estadio Azteca                   | Mexikó                  | 2 – 0    | Kanada              | vb-selejtező                    | 0      |         |
| 43.    | 2016. június 13.     | Houston, NRG Stadium                          | Mexikó                  | 1 – 1    | Venezuela           | Copa América, csoportkör        | 0      |         |
| 44.    | 2016. október 8.     | Nashville, Nissan Stadium                     | Mexikó                  | 2 – 1    | Új-Zéland           | barátságos                      | 0      |         |
| 45.    | 2017. június 28.     | Houston, NRG Stadium                          | Mexikó                  | 1 – 0    | Ghána               | barátságos                      | 0      | 37'     |
| 46.    | 2017. július 1.      | Seattle, CenturyLink Field                    | Mexikó                  | 2 – 1    | Paraguay            | barátságos                      | 0      |         |
| 47.    | 2017. július 9.      | San Diego, Qualcomm Stadium                   | Mexikó                  | 3 – 1    | Salvador            | CONCACAF-aranykupa, csoportkör  | 0      |         |
| 48.    | 2017. július 16.     | San Antonio, Alamodome                        | Curaçao                 | 0 – 2    | Mexikó              | CONCACAF-aranykupa, csoportkör  | 0      |         |
| 49.    | 2017. július 20.     | Glendale, University of Phoenix Stadium       | Mexikó                  | 1 – 0    | Honduras            | CONCACAF-aranykupa, negyeddöntő | 0      |         |
| 50.    | 2017. július 23.     | Pasadena, Rose Bowl                           | Mexikó                  | 0 – 1    | Jamaica             | CONCACAF-aranykupa, elődöntő    | 0      |         |
| 51.    | 2017. október 6.     | San Luis Potosí, Estadio Alfonso Lastras      | Mexikó                  | 3 – 1    | Trinidad és Tobago  | vb-selejtező                    | 0      |         |
| 52.    | 2017. november 13.   | Gdańsk, Stadion Energa Gdańsk                 | Lengyelország           | 0 – 1    | Mexikó              | barátságos                      | 0      |         |
| 53.    | 2018. március 23.    | Santa Clara, Levi’s Stadion                   | Mexikó                  | 3 – 0    | Izland              | barátságos                      | 0      |         |
| 54.    | 2018. május 28.      | Pasadena, Rose Bowl                           | Mexikó                  | 0 – 0    | Wales               | barátságos                      | 0      |         |
| 55.    | 2018. november 20.   | Mendoza, Estadio Malvinas Argentinas          | Argentína               | 2 – 0    | Mexikó              | barátságos                      | 0      |         |
|        | Összesen             |                                               |                         | 55       | mérkőzés            |                                 | 0      | gól     |

## Sikerei, díjai
Cruz Azul
- Mexikói kupagyőztes (1): 2013 (Clausura)
- CONCACAF-bajnokok ligája (1): 2013–14

Mexikó
- CONCACAF-aranykupa (1): 2009